# Lycoming O-235
Der Lycoming O-235, ursprünglich als Lycoming O-233 bezeichnet, ist ein Kolbenflugmotor des US-amerikanischen Herstellers Lycoming.

## Konstruktion
Es handelt sich um einen luftgekühlten 4-Takt-Boxermotor mit vier Zylindern. Die Bohrung beträgt 111,1 mm und der Hub 98,4 mm. Somit ergibt sich ein Hubraum von 3816 cm³ (235 cubic inches). Die Luftschraube wird direkt angetrieben. Die Verdichtung beträgt, abhängig von der jeweiligen Variante, 6,75:1 bis 9,7:1. Das Triebwerk wurde am 26. August 1940 zugelassen und wird heute noch gefertigt.
Der O-235 leistet zwischen 75 kW (100 hp) bei 2450 min−1 und 93 kW (125 hp) bei 2800 min−1. Von diesem Motor sind bis heute mehrere zehntausend Exemplare gebaut worden. Er ist eines der meistverwendeten Luftfahrttriebwerke überhaupt. Unter anderem kam er in der Beechcraft 77, der Cessna 152, Robin R3000, Piper J-5, Piper PA-12 und Piper PA-38 zum Einsatz. In Deutschland verwendete ihn z. B. Heini Dittmar zum Antrieb seiner Motor-Möwe HD-156 B und es gibt auch zwei Umbauten auf diesen Motor bei der Sokol M-1C und Sokol M-1D.

## O-290
Der Lycoming O-290 entspricht in den Abmessungen dem O-235, besitzt aber eine von 111 mm auf 123,7 mm vergrößerte Bohrung. Die Leistung erhöht sich auf 135 PS (140 PS Startleistung) bei einer Drehzahl von 2800 min−1. Die Verdichtung beträgt 7,0 : 1, das Gewicht 120 kg.
Ein anderes Triebwerk des Herstellers mit gleicher Bohrung und Hub ist der Lycoming O-350 mit sechs statt vier Zylindern.